# Disney Channel (Brasil)
O Disney Channel Brasil foi um canal exclusivo de TV por assinatura, que exibia uma programação feita pela The Walt Disney Company. Foi criado para substituir o antigo canal pay-per-view Disney Weekend. Se tornou líder de audiência infanto-juvenil com folga na América Latina, e no Brasil, disputa ponto a ponto a liderança com o Cartoon Network, com Nickelodeon, com Discovery Kids, com Gloobinho, e com Gloob. Estreou no dia 5 de abril de 2001. O canal também está disponível em alta definição. O Disney Channel foi o primeiro canal infantil a transmitir em sinal HD e foi considerado um dos canais mais marcantes da Geração Z.
O canal encerrou as suas atividades no país em 28 de fevereiro de 2025 por decisão da The Walt Disney Company em centralizar os seus produtos no Disney+, além da queda de audiência. Apesar de ter o final anunciado para o dia 28, a emissora só desligou definitivamente o sinal no dia seguinte, 1.º de março.

## História

### Antecedentes

#### Disney em TV Aberta
Desde a década de 1950, a Walt Disney Studios já comercializava os episódios de suas séries para as emissoras de televisão, mas o acordo mais conhecido e repercutido no país envolvendo o estúdio viria em 1997, quando a Disney decide romper a sua parceria com a TV Globo e firma um contrato com o SBT, garantindo a exclusividade de seus produtos na programação, além de flexibilidade para exibição de programas próprios, garantindo a exibição da faixa de séries Disney Club (anteriormente na TV Globo, mas como programa independente entre 1993 e 1995, e, posteriormente, um bloco da TV Colosso em 1996) e futuramente, o Disney CRUJ. As atrações ficariam no ar até 2003. No final de 2004, a TV Globo acaba fechando uma nova parceria com a Disney para exibição de seus produtos após o SBT decidir não renovar o contrato com o estúdio por conta dos valores elevados, sendo mantida até os dias atuais, enquanto que o SBT só assegurou os direitos de That's So Raven (adquirindo também o spin-off Cory in the House) e My Wife and Kids em TV aberta até 2015.
No ano de 2015, o SBT fecharia um novo acordo com a Disney, mas para a venda de horários na programação criando o bloco Mundo Disney, ficando no ar até 2018. Em meio a essa parceria, foi produzida a série Z4.

#### Disney Weekend (1997–2001)
Em 21 de março de 1997, a Disney lançaria no Brasil o canal Disney Weekend. Disponível nas extintas operadoras TVA e DirecTV Brasil, além das parabólicas, o serviço era vendido em esquema de pay-per-view e assim como dizia o nome, ia ao ar apenas aos finais de semana, com o sinal sendo aberto ás 18h de sexta-feira e encerrado á 0h de domingo para segunda-feira.

### Lançamento e primeira fase (2001–2014)

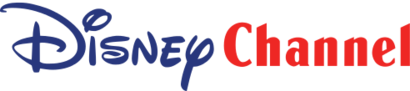
Primeiro logotipo do Disney Channel, usado entre 2001 e 2002

Em 1.º de abril de 2001, o Disney Weekend encerrava as suas transmissões pela última vez às 23h59 e quatro dias depois, em 5 de abril, entrava no ar o Disney Channel nas operadoras em que o Disney Weekend era disponibilizado. A emissora inaugurou as suas transmissões exibindo o filme O Rei Leão e ao contrário do canal antecessor, a sua programação era exibida diariamente e sem interrupções, durando 24 horas, fazendo frente a outros canais infantis já disponíveis como o Cartoon Network, Nickelodeon, Discovery Kids e o Fox Kids. Sua programação era voltada à exibição de séries, desenhos, curtas, live actions e filmes, no caso do último, eram exibidos dentro do bloco O Maravilhoso Mundo de Disney, que seria extinto em 2020.

Segundo logotipo do Disney Channel, usado entre 2002 e 2014

Nessa fase, o canal já produzia programas nacionais como o Zapping Zone entre 2001 e 2012, além de transmitir o reality show Popstars entre 2002 e 2003, chegando a exibir o show da girlband Rouge após o fim da primeira temporada do reality em 2002. Os dois programas também eram reprisados no SBT e ficariam no ar até 2003. Além dos programas, o canal também produziu a série Quando Toca o Sino, a versão brasileira do seriado italiano Quelli dell'Intervallo, do Disney Channel Itália e exibiu também Família Imperial e Um Menino muito Maluquinho. Em 2008, voltou a produzir um programa com o SBT, exibindo junto com ele o High School Musical: A Seleção, que escolhia os atores para a versão brasileira da franquia High School Musical, intitulada High School Musical: O Desafio.
Com o crescimento da programação e posteriormente, assumindo a liderança entre os canais infantis, a Disney lançou no Brasil em 2008 o canal Playhouse Disney, que era a versão pré-escolar do Disney Channel. Como forma de divulgação, o Disney Channel exibia o bloco Playhouse Disney Channel na faixa das 6h às 10h, enquanto que a programação regular do Disney Channel iniciava às 10h. Devido ao lançamento do bloco, o Toon Disney, que era uma faixa voltada à exibição de clássicos das décadas de 80, 90 e 2000 (primeiros anos) nas madrugadas e primeiras horas do dia, deixava a programação. Em 3 de julho de 2009, o canal Jetix era extinto e substituído pelo Disney XD. Diferente do canal mãe, esta versão era voltada ao público masculino, mas algumas séries eram reprisadas no Disney Channel, sendo o caso de Par de Reis, Kick Buttowski, Peter Punk, Zeke e Luther, Os Guerreiros Wasabi e Crash & Bernstein, assim como o canal irmão também reexibia Phineas e Ferb, Os Padrinhos Mágicos (até a temporada 5), Família Imperial e Zack e Cody: Gêmeos em Ação. A partir desse período, o Disney Channel passou a ser mais voltado ao público feminino.
Em 7 de dezembro de 2009, era lançado o Disney Channel HD, a versão em alta definição do Disney Channel. Inicialmente, o sinal HD não exibia a mesma programação do sinal SD. Foi também o primeiro canal infantil em HDTV no país.
Em 1.º de abril de 2011, o Playhouse Disney passa a se chamar Disney Junior e acompanhando a mudança, o bloco Playhouse Disney Channel é renomeado para Disney Junior no Disney Channel. A emissora ainda iniciava a sua programação regular às 10h, enquanto que o bloco infantil era exibido das 6h às 10h, o mesmo horário do antecessor.
No dia 13 de maio de 2014, o canal lançava a série nacional Que Talento!, que também era reprisada no Disney XD, projetando a dupla College 11 (leia-se college eleven) no país, sendo a segunda produção nacional do canal que não era derivado de algum programa das versões internacionais do Disney Channel. Com a boa recepção, a série foi renovada para mais duas temporadas, ficando no ar até 2016.

### Segunda fase (2014–2020)

Terceiro logotipo do Disney Channel, usado entre 2014 e 2017

Quarto logotipo do Disney Channel, usado entre 2017 e 2019

Às 6h do dia 28 de julho de 2014, o canal lançava a sua nova identidade visual. Em 2017, o Disney Channel HD passava a se chamar Disney Channel Plus, ou Disney Channel +. A mudança ocorreu para evitar confusão no público, já que as versões SD e HD ainda não eram simulcast. No mesmo ano, era lançada a série Juacas, a terceira produção nacional própria depois de Que Talento! e Zapping Zone. Devido ao sucesso, o dramalhão é renovado para uma segunda temporada em 2018.

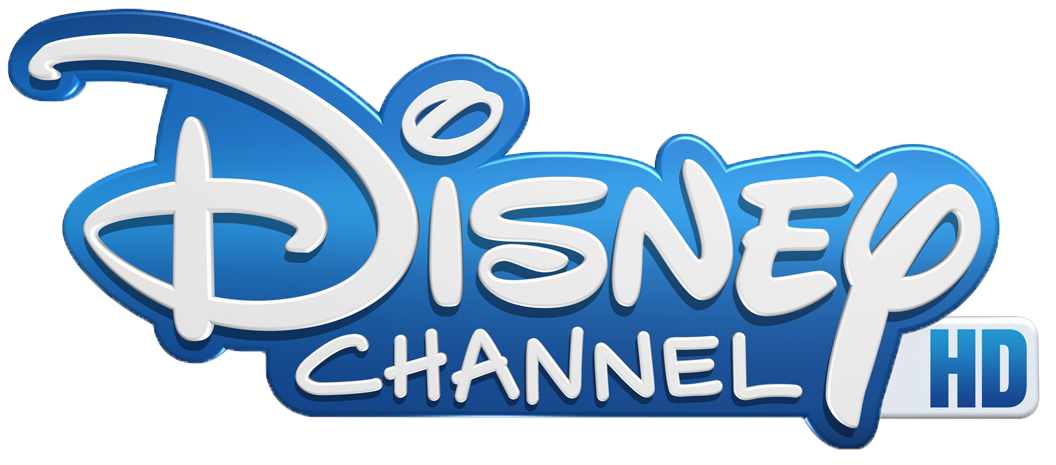
Segundo logotipo do Disney Channel HD, usado entre 2014 e 2017

Em 1.º de fevereiro de 2018, era lançada a versão HD do Disney Junior e em março, o Disney Channel + era extinto, fazendo com que os sinais SD e HD fossem simulcast, se tornando o último canal infantil a unificar as suas programações. Em agosto, era lançada a série Z4, em parceria com o SBT, marcando o retorno da parceria entre a emissora paulista e o Disney Channel desde o High School Musical: A Seleção em 2008, sendo a terceira série nacional própria. A produção só teve apenas uma temporada.

### Terceira fase e extinção (2020–2025)
Em 30 de outubro de 2020, o Disney Channel lança a sua nova programação e identidade visual. No dia 31 de março de 2022, o Disney XD e o Disney Junior encerrarariam as suas atividades devido à reestruturação da The Walt Disney Company, fazendo com a programação dos dois canais passassem a ser exibidas no Disney Channel em horários específicos. No caso do Disney XD, os desenhos restantes do canal passsaram a ser transmitidos no bloco Sabatona, ocupando a faixa das 14h às 16h.
Em 2 de dezembro de 2024, foi anunciado que o canal seria extinto em 28 de fevereiro de 2025, junto com seus irmãos (exceto a rede de canais ESPN), após a decisão da The Walt Disney Company de centralizar todo o conteúdo em seu serviço de streaming, além das constantes quedas de audiência com o tempo, fazendo com que boa parte de sua programação inédita fosse substituída por reprises. A estação encerrou de fato as suas transmissões por volta das 6h03 do dia 1.º de março, após a exibição do episódio 27 da 1ª temporada da série Phineas e Ferb. Encerrado o episódio, o sinal foi interrompido e ficou aproximadamente 1 hora com os créditos finais do programa congelados e em seguida, a tela ficou preta por alguns segundos e depois foi inserido um slide informativo em alguns serviços, apesar de ter deixado gradativamente as operadoras de televisão por assinatura e streaming no dia anterior. Apesar do encerramento, as operadoras de televisão afirmaram que não haveria redução no valor das assinaturas, justificando que a decisão foi tomada exclusivamente pela Disney.